# Frankenwald
Der Frankenwald ist ein 300 bis 794,6 m ü. NHN hohes und 925 km² großes deutsches Mittelgebirge im Nordosten Frankens (nördliches Bayern). Kleine Teile gehören zu Thüringen und bilden die südöstliche Fortsetzung des Thüringer Waldes.
Der Frankenwald ist der mittlere Teil des  Thüringisch-Fränkischen Mittelgebirges. Dieser 200 km lange Höhenzug aus Thüringer Wald und Thüringer Schiefergebirge, Frankenwald und Fichtelgebirge verläuft von Nordwest nach Südost bis zur tschechischen Grenze.

## Geographie

### Naturräumliche Lage
Der Frankenwald liegt zwischen dem Thüringer Schiefergebirge (im engeren Sinne) im Nordwesten, dem Hofer Land im Osten, dem Fichtelgebirge im Südosten und dem Obermainischen Hügelland im Süden; der Übergang zum Thüringer Schiefergebirge ist fließend, der zum Fichtelgebirge verläuft über die Münchberger Hochfläche. Einige Gemeinden im südöstlichen Thüringen zählen zum Frankenwald, der aus geologischer Sicht zusammen mit dem Thüringer Schiefergebirge und dem Vogtländischen Schiefergebirge das Saalische Schiefergebirge bildet.
Als Frankenwald wird unter Berücksichtigung morphographischer Werte das Gebiet vom Südwestrand des Saalischen Schiefergebirges bis zu den Kammhöhen bezeichnet. Das heißt insbesondere, dass der Frankenwald nach Nordosten nur knapp über die Main-Saale-Wasserscheide hinaus reicht und fast ausschließlich zum Main entwässert.
Naturräumlich ist der Frankenwald Teil des Thüringer Schiefergebirges, einer Haupteinheit innerhalb der Haupteinheitengruppe Thüringisch-Fränkisches Mittelgebirge. Da der Frankenwald aber im touristischen Sinne aus historischen Gründen als ein vom Thüringer Wald, zu dem das Thüringer Schiefergebirge meist hinzugerechnet wird, getrenntes (Teil-)Mittelgebirge aufgefasst wird, versteht man bis heute unter Frankenwald in der Regel genau den Teil des Gebirgskamms, der südöstlich der sogenannten Steinacher Flexur längs der Linie Mengersgereuth-Hämmern – Steinach – Spechtsbrunn – Gräfenthal liegt, wobei die ihrer Rodung wegen auch auf Satellitenbildern gut erkennbare Flexur die Flusstäler der Steinach und ihrer Nebenflüsse schneidet und nicht etwa einem ihrer Täler folgt.

### Berge
Zu den Bergen des Frankenwalds gehören – geordnet nach Höhe in Meter (m) über Normalhöhennull (NHN):
| - Döbraberg (794,6 m), bei Schwarzenbach am Wald, Bayern - Wetzstein (792,7 m), bei Brennersgrün, Thüringen - Schneidberg (758,8 m), bei Geroldsgrün, Bayern - Wildberg (735 m), bei Tettau, Bayern - Spitzberg (729,2 m), im Gerlaser Forst, Bayern - Kulmberg (726,7 m), bei Schlegel, Thüringen - Steiniger Hügel (712 m), bei Geroldsgrün, Bayern - Geuserberg (708 m), bei Wallenfels, Bayern - Veiteknock (707 m), bei Langenbach, Bayern - Rauhenberg (706 m), bei Helmbrechts, Bayern - Sonneberger Berg (704 m), bei Sonneberg, Thüringen |  |  |  | - Friedelhöhe (700 m), bei Obersteben, Bayern - Langesbühl (699 m), bei Steinbach, Bayern - Auf der Wach (697,2 m), bei Tschirn, Bayern - Bocksberg (696,5 m), bei Judenbach, Thüringen - Knöcklein (692 m), bei Carlsgrün, Bayern - Steinbruchberg (681,3 m), bei Grafengehaig, Bayern - Radspitze (678,4 m), bei Mittelberg (Marktrodach), Bayern - Schleifenberg (665,6 m), bei Sonneberg, Thüringen - Klößberg (664 m), bei Rodacherbrunn und Titschendorf, Thüringen - Erbisbühl (637,5 m; Sternwarte Sonneberg), in Sonneberg, Thüringen |

### Physische Geographie

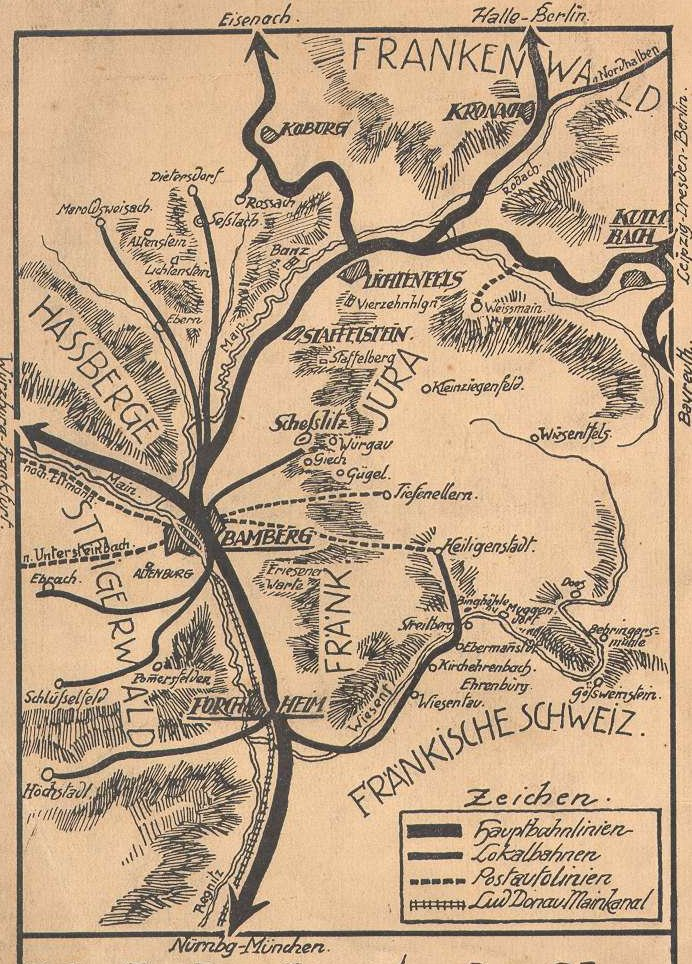
Verkehrskarte aus dem Jahr 1912 mit dem westlichen Frankenwald (oben rechts)

Den Charakter des Frankenwalds beschreibt der folgende – nur auf den ersten Blick widersprüchliche – Satz: „Im Frankenwald gibt es keine Berge – da gibt es Täler“. Eine große Zahl an schmalen, zuweilen parallel verlaufenden V-Tälern zwischen Werra, Itz und Steinach im Nordwesten und den Quellästen des Weißen Mains im Südosten greift in die Hochebene ein und gestaltet so ein Mittelgebirge.
Der Frankenwald ist ein waldreiches Gebiet. Früher dominierten Rotbuche und Tanne. Nach der fast vollständigen Abholzung um die Wende vom 19. zum 20. Jahrhundert wurde überwiegend mit schnellwachsenden Fichten-Monokulturen wieder aufgeforstet, die heute noch das Bild des Frankenwaldes prägen.
Die Geologie des Frankenwalds besteht zu großen Teilen aus Grauwacke und Tonschiefer des Unterkarbons. An der Fränkischen Linie, einer Verwerfungszone, grenzt er an den Muschelkalk des Obermainlands. Wissenschaftlich wird unterschieden zwischen dem Frankenwald im engeren Sinn (westlich von Selbitz) und dem Frankenwald (Überbegriff für die drei Gebiete Frankenwald im engeren Sinn, Münchberger Hochfläche und Bayerisches Vogtland).
Am westlichen Rand des Frankenwalds, zwischen Gundelsdorf im Süden und Rothenkirchen im Norden liegt das dreigeteilte Stockheimer Becken, eines der wenigen Rotliegend-Becken in Bayern. In ihm finden sich u. a. saure Vulkanite, vulkanogene und lakustrine Sedimente des Perms (vorwiegend Schiefer, Sandsteine und verschiedene Konglomerate) sowie einige geringmächtige Steinkohleflöze, die bei Stockheim und Neuhaus-Schierschnitz bis in die 1960er Jahre unter Tage abgebaut wurden.

### Anthropogeographie
Der erwähnte Schiefer gestaltete die Häuser – noch heute wird zur Dacheindeckung das „blaue Gold“ verwendet – und prägt die Frankenwalddörfer.
Viele Orte wie Schwarzenbach am Wald oder Bad Steben sind aufgrund ihrer Höhenlage und des Reizklimas staatlich anerkannte Luftkurorte und steuern somit einen großen Teil zum Einkommen der Bevölkerung bei.
Die Frankenwäldler sind eng mit ihrem Wald verbunden. Er war Grundlage für ihren Lebensunterhalt in Glas- und Porzellanindustrie, Flößerei, Köhlerei und den zahlreichen Schneidmühlen. Bis nach Amsterdam brachten die Flößer auf Main und Rhein Frankenwaldtannen. Noch heute wird die Flößerei auf der Wilden Rodach bei Wallenfels touristisch betrieben.
Die Besiedlung des Frankenwaldes, des früheren Nortwaldes, begann im 13. Jahrhundert zunächst auf den bewaldeten Hochflächen. In Rodungsinseln entstanden die ersten Siedlungen mit den heute noch erkennbaren Siedlungsformen Waldhufen- und Rundangerdorf. Musterbeispiel für ein guterhaltenes Rundangerdorf ist die Ortschaft Effelter im Landkreis Kronach, die heute ein Ortsteil von Wilhelmsthal ist.
Erst später fand die Besiedlung der Täler statt und es entstanden die typischen Wiesentäler.
Deswegen wird der Frankenwald von drei Landschaftselementen geprägt:
- gerodete Hochflächen
- bewaldete Hänge
- Wiesentäler

Im Osten, in der Gegend um Naila und Schwarzenbach am Wald, herrscht eine eher sanft gewellte Hochplateaulandschaft vor. Im Westen dagegen, im Landkreis Kronach, wechseln sich enge Wiesentäler, bewaldete Hänge und gerodete Hochflächen ab.
Durch den Frankenwald bzw. an seinem Rand verlaufen die Eisenbahnstrecken Hochstadt-Marktzeuln–Probstzella, Bamberg–Hof, Münchberg–Helmbrechts, Triptis–Marxgrün und Hof–Bad Steben sowie die Bundesautobahn 9 und die Bundesstraßen 2, 85, 89, 173, 289 und 303.

## Sehenswürdigkeiten

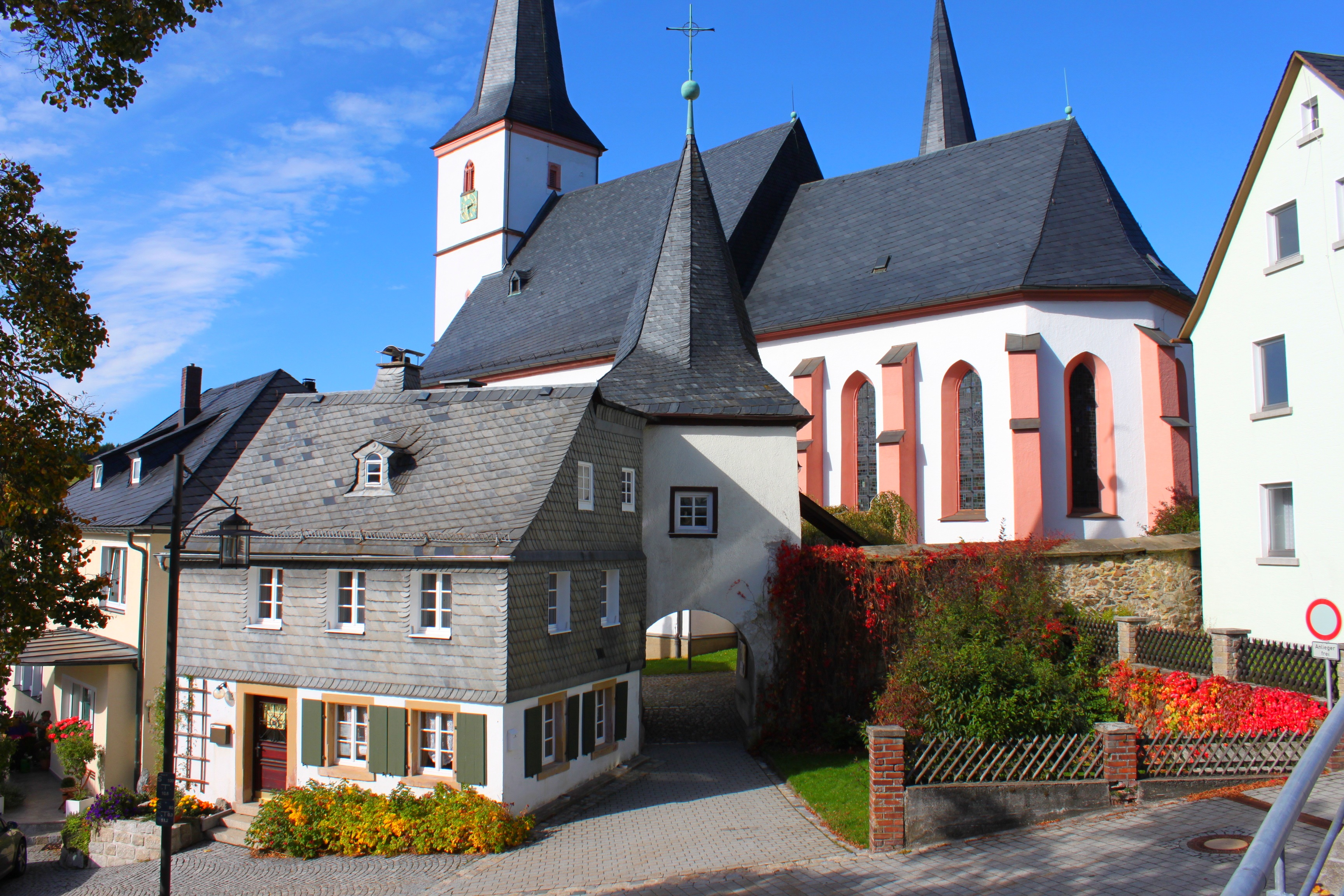
Wehrkirche Grafengehaig

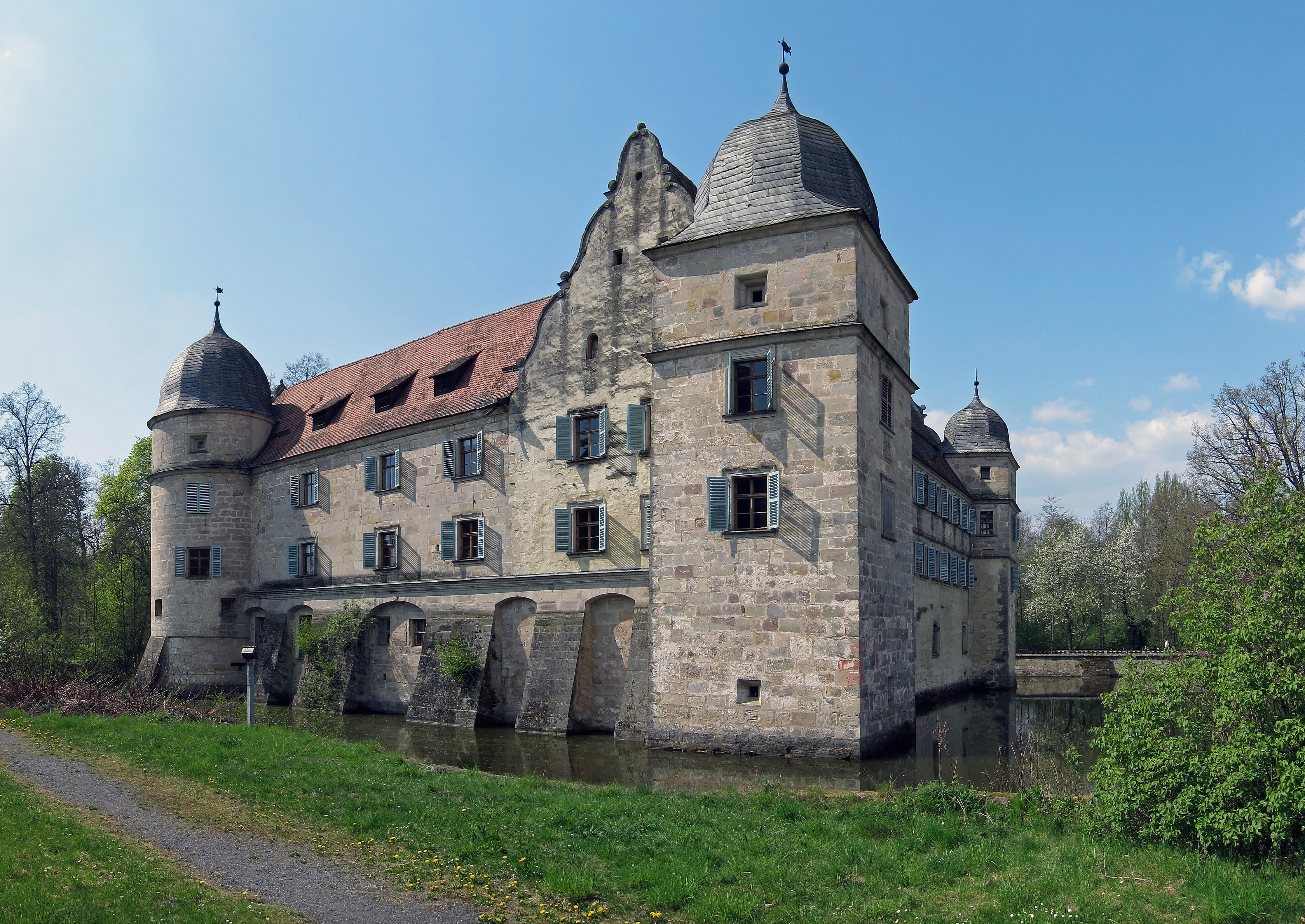
Wasserschloss Mitwitz, Ostseite

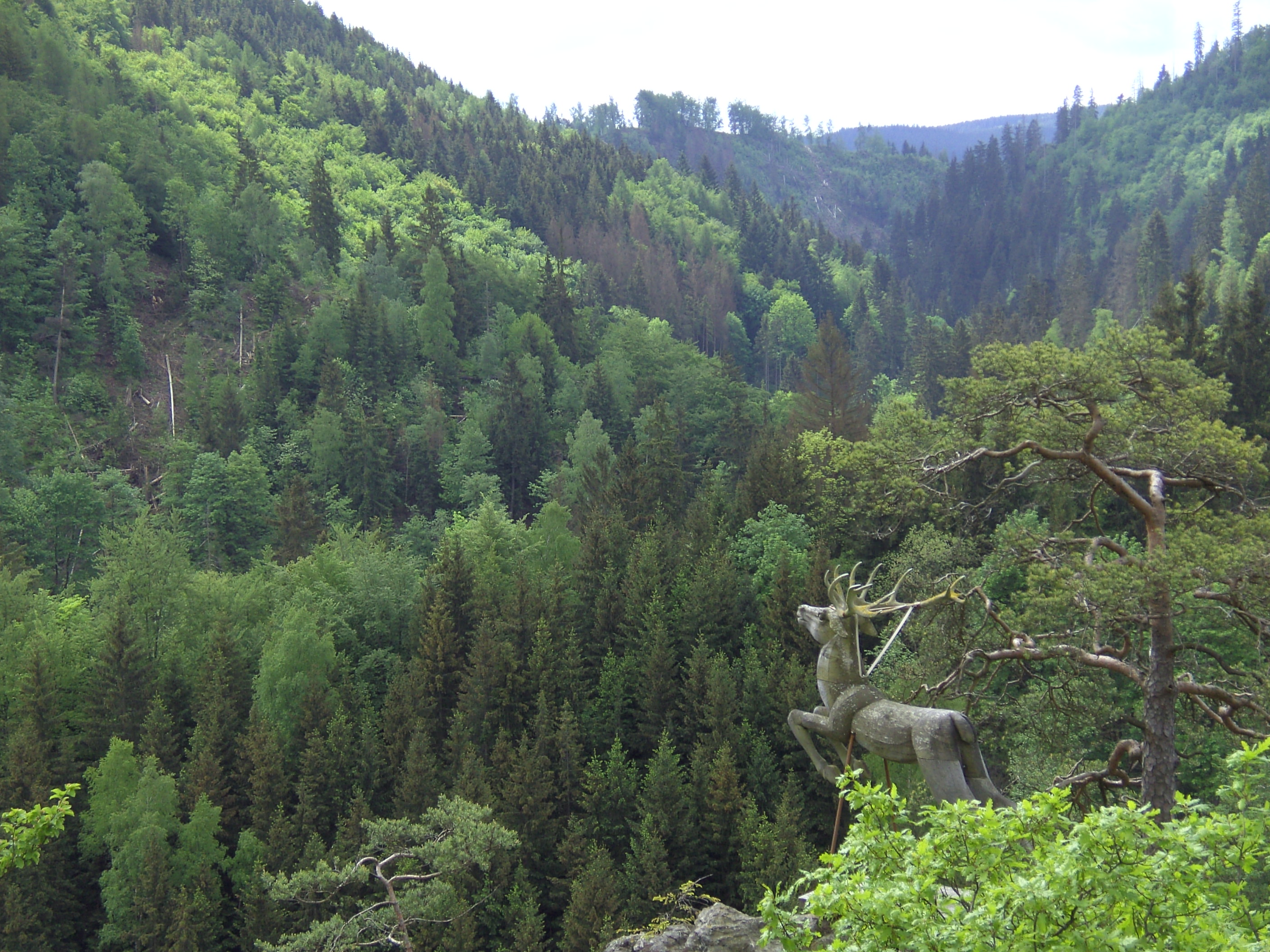
Blick übers Höllental vom Hirschsprung

- Zum Teil gut erhaltene Wehrkirchen, so in der Gemeinde Steinbach am Wald, die früher dem Schutz der Bevölkerung dienten oder die
- Wehrkirche Zum Heiligen Geist in Grafengehaig,
- Festung Rosenberg über der historischen Altstadt von Kronach,
- Mantelburg Lauenstein
- Markgrafenkirche in Seibelsdorf
- Wasserschloss Mitwitz
- Wallfahrtsbasilika Mariä Heimsuchung in Marienweiher bei Marktleugast, eine der ältesten Wallfahrtskirchen in Deutschland

Naturschönheiten
- Höllental bei Bad Steben mit den Aussichtspunkten Hirschsprung und König David
- Radspitze und Eckscher Höhenweg
- Aussichtsfelsen auf dem Steinbruchberg bei Grafengehaig
- Mühlenweg bei Grafengehaig
- Steinachklamm bei Grafengehaig
- Steinachtal bei Stadtsteinach
- Rennsteig am Schönwappenweg und am Wetzstein
- Schorgasttal bei Wirsberg
- Weißenstein bei Stammbach
- Rodachtal mit der Wilden Rodach
- Loquitztal bei Lauenstein
- Kremnitztal bei Gifting
- Teuschnitzer Aue
- Döbraberg bei Schwarzenbach am Wald

## Tourismus
- Inlineskaten und Radfahren um die Ködeltalsperre
- Floßfahrten auf der Wilden Rodach in Wallenfels
- Klöppeln in Nordhalben
- Rodachtalbahn zwischen Steinwiesen und Nordhalben
- Kur und Wellnessurlaub in Bad Steben, höchstgelegenes bayerisches Staatsbad mit Therme
- Besuch des einzigen, in Bayern noch in Betrieb befindlichen Schiefersteinbruchs des Lotharheiler Schiefers, der unterirdisch bei Geroldsgrün abgebaut wird
- Wandern auf über 4200 Kilometern markierter Wanderwege, wie zum Beispiel dem Rennsteig, dem zertifizierten Frankenweg, dem Fränkischen Gebirgsweg oder dem Wanderwegenetz des Frankenwaldvereins
- Der Frankenwald ist Bayerns erste Qualitätsregion Wanderbares Deutschland und wurde 2015 hierzu vom Deutschen Wanderverband zertifiziert
- Radfahren, zum Beispiel auf dem Tettauradweg oder Mountainbiking auf einem der sieben ausgewiesenen MTB-Strecken (insgesamt 300 Kilometer bei 8000 Höhenmeter). Bis ins Jahr 2016 fand mit dem Frankenwald-Radmarathon das zu seiner Zeit größte Radsport-Event Nordbayerns statt, bei dem auf Strecken zwischen 50 und 250 Kilometern bis zu 3940 Höhenmeter überwunden werden konnten.[6]
- Skilanglaufen, zum Beispiel rund um den Döbraberg, den Wetzstein oder bei Grafengehaig am Walberngrüner Gletscher (insgesamt ca. 500 Kilometer markierte Langlaufstrecken)
- Alpinskifahren an insgesamt 16 Liften
- Frankenwaldhochstraße, Streckenverlauf und Sehenswertes an der Strecke:
  - Kronach (Festung Rosenberg)
  - Friesen (Pfarrkirche)
  - Ludwigsstadt (Schiefermuseum)
  - Burg Lauenstein
  - Haßlach (Wallfahrtskirche Vierzehnnothelfer)
  - Teuschnitz (Teuschnitz Aue, Arnika-Akademie mit Kräuterlehr- und Schaugarten)
  - Nordhalben (Klöppelschule und internationale Spitzensammlung)
  - Bad Steben (Kuranlagen)
  - Hölle (Wandergebiet Höllental mit Aussichtspunkt)
  - Selbitz
  - Schauenstein (Feuerwehrmuseum)
  - Helmbrechts (Oberfränkisches Textilmuseum)
  - Grafengehaig (Wehrkirche Zum Heiligen Geist, einer der ältesten und besterhaltenen in Deutschland)
  - Marktleugast (katholische Pfarr- und Wallfahrtsbasilika Maria Heimsuchung in Marienweiher)
  - Kupferberg (Bergbau-Museum)
  - Stadtsteinach (Heimatmuseum, Schneidsäge am Hochofen)
  - Marktrodach (Flößermuseum Unterrodach)

## Orte

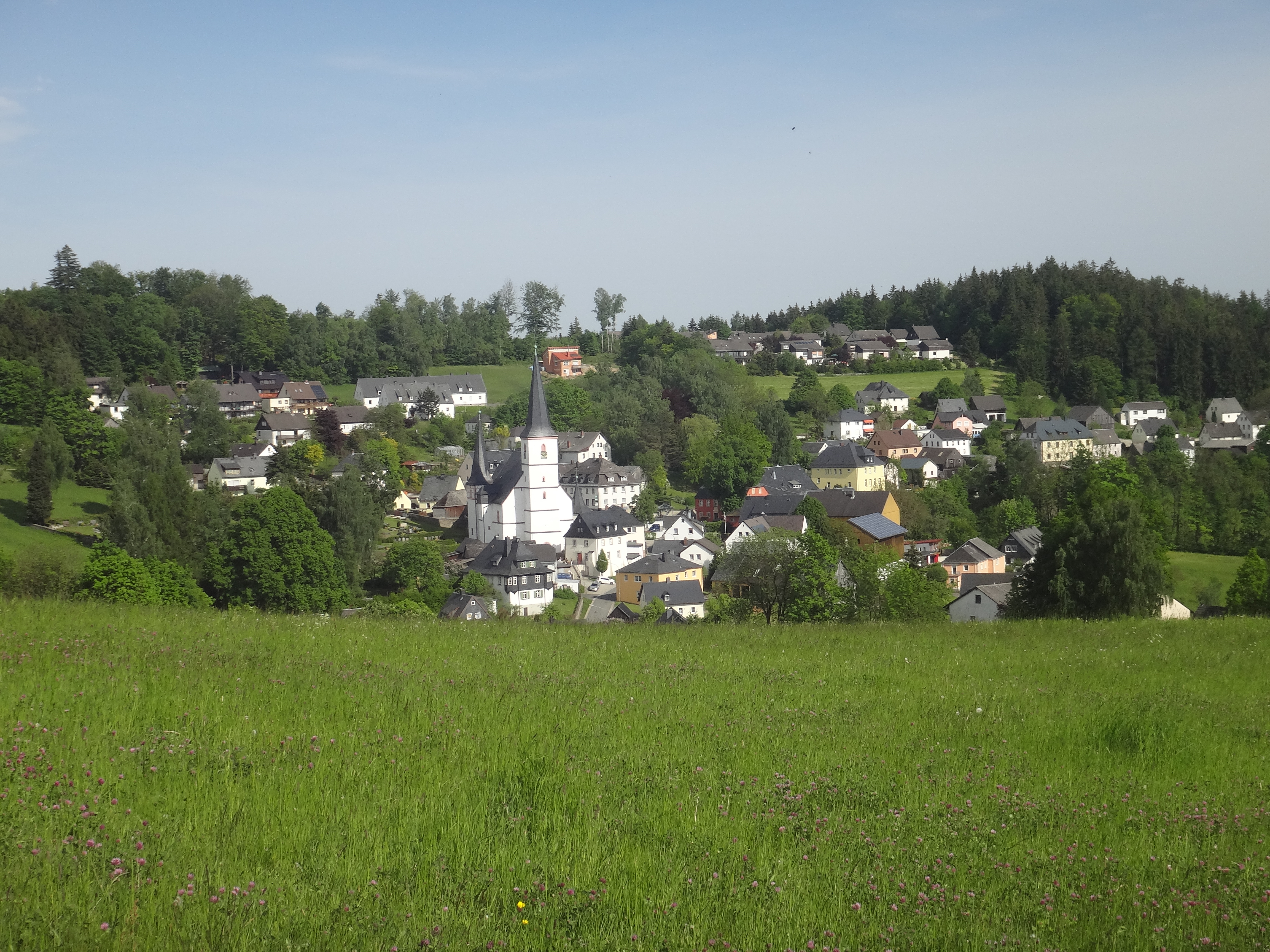
Grafengehaig Ortsmitte

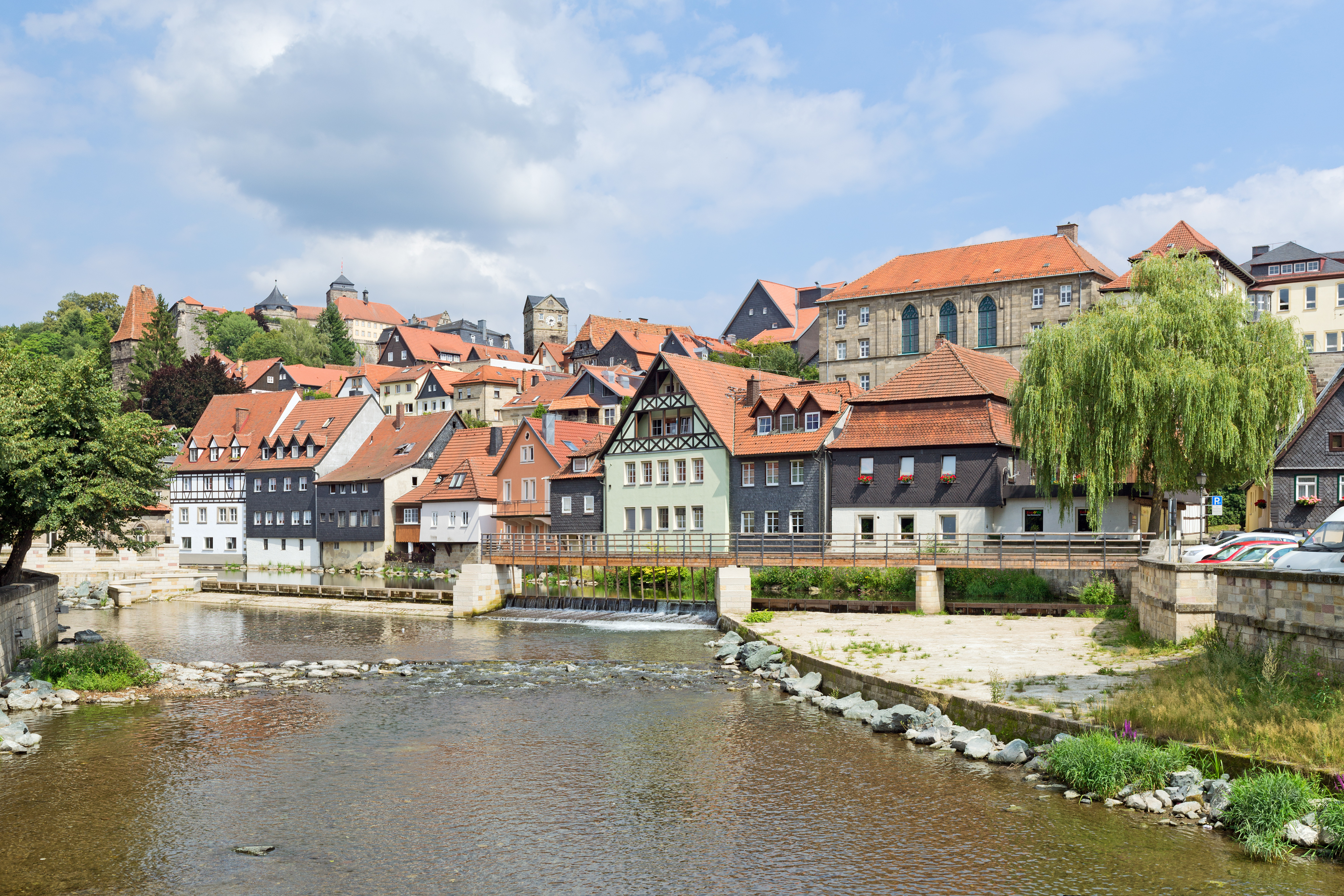
Stadtansicht von Kronach

Das Oberzentrum der Region, Hof (Saale), liegt bereits einige Kilometer außerhalb des Frankenwalds.
Folgende Gemeinden liegen im Frankenwald oder an seinen Grenzen. Die Liste ist alphabetisch sortiert.
| - Bad Steben - Bad Lobenstein* - Berg (Oberfranken) - Rosenthal am Rennsteig - Blankenstein - Geroldsgrün - Grafengehaig - Rosenthal am Rennsteig - Hof (Saale)** - Helmbrechts** - Hirschberg (Saale)** - Issigau - Judenbach - Kronach - Küps - Kupferberg - Lehesten* - Lichtenberg - Ludwigsstadt* - Marktleugast - Marktrodach - Mitwitz - Naila - Nordhalben | - Pressig - Presseck - Reichenbach - Rugendorf - Schauenstein** - Schwarzenbach am Wald - Selbitz - Sonneberg* - Stadtsteinach - Steinach* - Steinbach am Wald - Steinwiesen - Stockheim (Oberfranken) - Tanna - Tettau - Teuschnitz - Tschirn - Wallenfels - Wilhelmsthal - Wirsberg - Wurzbach* (*: Randlage; **: bereits etwas außerhalb) |

## Schutzgebiete
Ein bedeutendes Schutzgebiet ist der Naturwald Rodachhänge im Geroldsgrüner Forst. 

## Flüsse
Der Frankenwald liegt zwischen dem Main im Südwesten und der (sächsischen) Saale im Nordosten. Dem Main zu fließt die Rodach mit ihren Nebenflüssen Haßlach und Kronach sowie die Schorgast mit der Unteren Steinach, wobei die beiden letztgenannten Flüsse der Münchberger Hochfläche entspringen und nur die Untere Steinach den Frankenwald durchquert, während ihr Vorfluter westlich von Wirsberg die Südgrenze bildet.
Die Selbitz im östlichen Frankenwald und die Loquitz im Norden münden in die Saale. Zwischen den Zuflüssen zu Saale und Main verläuft im Frankenwald die Europäische Wasserscheide zwischen Elbe und Rhein.

## Geschichte
Im Hauptstaatsarchiv München wird eine Urkunde aus dem Jahr 1194 aufbewahrt, mit der der Bamberger Bischof Otto II. dem Kloster Prüfening ein Stück seines Waldes bei Kronach schenkte. Alle Flussbezeichnungen dieser Urkunde sind slawisch, was auf eine slawische Vorbesiedlung schließen lässt. Die deutsche Durchdringung des Frankenwalds begann 1122 mit der Schenkung des „Nordwalds“ an Bamberg als Dank für den vermittelten Ausgleich zwischen Kaiser und Papst im Investiturstreit. Noch vor dem Ende des 12. Jahrhunderts erreichte die Landnahme den Rennsteig. Um fränkischen und thüringischen Adeligen zuvorzukommen, setzte die Bamberger Kirche im Wettlauf um die letzten ungerodeten und unbesiedelten Landflächen drei Klöster ein.

## Sonstiges
Den Naturpark Frankenwald bilden Teile des Landkreises Kronach und der Nachbarkreise Hof und Kulmbach. Im Naturpark liegt die Ködeltalsperre, die größte Trinkwassertalsperre Bayerns, die mit ihren 21 Millionen Kubikmeter Fassungsvermögen fast die gesamte oberfränkische Bevölkerung mit Rohwasser versorgt.
Der Frankenwaldverein ist ein Heimat- und Wanderverein. Er pflegt Brauchtum und Geschichte im Frankenwald und unterhält ein dichtes Netz von Wanderwegen. Besonders sehenswert sind hier der 243,5 km lange FrankenwaldSteig und die bislang 31 zwischen 5 und 20 km langen FrankenwaldSteigla. Der Verein wurde in Naila gegründet und setzt Technologien wie GPS für Wanderungen ein.
Der Frankenwald war wie der Schwarzwald in vergangenen Jahrhunderten ein Waldrodungsgebiet. Mittels Flößerei wurden die Stämme bis in die Niederlande verschifft. Während das Schwarzwaldholz in Rotterdam verbaut wurde, bildete Frankenwaldholz das Fundament für Amsterdam.
In der Kreisstadt Kronach ist das Frankenwald-Gymnasium nach dem Mittelgebirge benannt.

### Allgemeine Literatur
- Reinhard Feldrapp: Frankenwald mit Umgebung. Wir-Verlag Weller, Aalen 1991, ISBN 3-924492-57-3.
- Otto Knopf, Helmut Süssmann: Thüringer Schiefergebirge, Frankenwald, Obermainisches Bruchschollenland. Lexikon. = Lexikon Frankenwald. Ackermann, Hof 1993, ISBN 3-929364-08-5.
- Otto Knopf: Damals. Ein Blick in die Vergangenheit. Der Frankenwald zwischen Saale und Main. Oberfränkische Verlagsanstalt und Druckerei, Hof 1979, ISBN 3-921615-29-1 (Lizenzausgabe Gondrom, Bindlach 1991, ISBN 3-8112-0900-0).
- Sabine Raithel, Reinhard Feldrapp: Ansichtssachen: Bilder vom Wald. = Frankenwald. Fränkischer Tag, Bamberg 1997, ISBN 3-928648-30-6.
- Irene Reif: Gesicht hinter dem Vorhang. Impressionen aus dem Frankenwald. In: Franken – meine Liebe. Oberfränkische Verlagsanstalt, Hof 1989, ISBN 3-921615-91-7, S. 45 f.

### Wander- und Reiseführer, Gastronomiekritik
- Harald Göbel (Red.): Wandern im Frankenwald: der Wanderführer des Frankenwaldvereins e. V. Ackermann, Hof 1992, ISBN 3-929364-07-7
- Annette Schmidt, Heinz-Ulrich Schmidt: Wirtshauswanderführer Frankenwald. Gondrom, Bindlach 1995, ISBN 3-8112-0812-8
- Georg Blitz: Frankenwald: nach den Wanderungen von Vagabundus: herrliche Wanderwege, gemütliche Gasthöfe, Hotels und Pensionen, Anfahrtsstrecken, Parkmöglichkeiten. Drei-Brunnen-Verlag, Stuttgart 1996, ISBN 3-7956-0246-7 (2., überarb., aktualisierte und erw. Aufl. der Neuausgabe von 2003: Emmerich Müller (Hrsg.), Anja Bech (Wanderungen): Fichtelgebirge, Frankenwald: nach den Wanderungen von Vagabundus, Wanderer zwischen Weg und Wirtschaft; [53 herrliche Touren; ausgewählte Einkehrtipps]. Drei-Brunnen-Verlag, Plüderhausen 2014, ISBN 978-3-7956-0330-4, Inhaltsverzeichnis)
- Richard Seuß, Hartmut Fischer: Wandern mit Natur und Kultur im Frankenwald. „Rund um das Steinachtal“; mit Natur und Kultur auf 20 Rundwanderwegen. Touristik Steinachtal, Helmbrechts, ca. 2002, ISBN

### Geologie
- Radu Chinta: Die Erzvorkommen im nordöstlichen Teil von Bayern; (Übersicht der alten Erzbergwerke). In: Geologische Blätter für Nordost-Bayern und angrenzende Gebiete. Bd. 33, Nr. 1/2, 1983, ISSN 0016-7797, S. 64–81.

## Film
- Otto Knopf, Johannes Martin: Der Frankenwald. Impressionen einer Landschaft. Conventus Musicus, Dettelbach 2005, ISBN 3-429-02720-9 (DVD, Spieldauer 63 Minuten)